# Eupithecia praepupillata
Eupithecia praepupillata är en fjärilsart som beskrevs av Weber 1927. Eupithecia praepupillata ingår i släktet Eupithecia och familjen mätare. Inga underarter finns listade i Catalogue of Life.